# James Whelan
James Whelan (* 11. července 1996) je australský profesionální silniční cyklista jezdící za UCI ProTeam Q36.5 Pro Cycling Team.

## Hlavní výsledky
2017
Tour of Tasmania
3. místo celkově
2018
Mistrovství Oceánie
 vítěz silničního závodu do 23 let
 2. místo silniční závod
vítěz Ronde van Vlaanderen Beloften
Národní šampionát
2. místo silniční závod do 23 let
2022
Santos Festival of Cycling
 celkový vítěz
vítěz 1. etapy
Národní šampionát
2. místo silniční závod
2023
2. místo Troféu Festes del Turia
3. místo Troféu Joan Escolà
Troféu Joaquim Agostinho
5. místo celkově
Volta a Portugal
8. místo celkově
vítěz 9. etapy

### Výsledky na Grand Tours
| Grand Tour      | 2020 |
| --------------- | ---- |
| Giro d'Italia   | 105  |
| Tour de France  | —    |
| Vuelta a España | —    |

| —   | Nezúčastnil se |
| DNF | Nedokončil     |